# Fiendish Regression
Fiendish Regression — седьмой студийный альбом группы Grave, изданный на лейбле Century Media Records в 2004 году.

## Стиль, отзывы критиков
По словам критика сайта Allmusic.com, диск продемонстрировал, что музыканты впали в творческую стагнацию и испытывают дефицит свежих идей; из всех композиций только «Bloodfeast», по его мнению, спасает альбом от абсолютной шаблонности. В заключение рецензент отметил, что Fiendish Regression придётся по душе только преданным поклонникам группы, тогда как неподготовленного слушателя несказанно разочарует.

## Список композиций
1. «Last Journey» — 5:03
2. «Reborn» — 3:45
3. «Awakening» — 4:28
4. «Breeder» — 4:09
5. «Trial by Fire» — 3:47
6. «Out of the Light» — 4:05
7. «Inner Voice» — 4:07
8. «Bloodfeast» — 4:15
9. «Heretic» — 5:02
10. «Burial at Sea» — 7:40 (Bonus, Cover Saint Vitus)
11. «Autopsied» — 4:03 (Bonus)